# Nordtätskinn
Nordtätskinn (Peniophora septentrionalis) är en svampart som beskrevs av Laurila 1939. Nordtätskinn ingår i släktet Peniophora och familjen Peniophoraceae.  Arten är reproducerande i Sverige. Inga underarter finns listade i Catalogue of Life.